# Pieke Dassen
Pierre Hubertus (Pieke) Dassen (Rotterdam, 23 september 1926 – Maastricht, 18 april 2007) was een Nederlandse acteur en poppenspeler.

## Loopbaan
Pieke Dassen kreeg zijn artistieke opleiding aan de Maastrichtse Jan van Eyck Academie, afdeling decor en schilderen, waar hij in 1957 eindexamen deed. Een vervolgopleiding toneelspelen brak hij voortijdig af.
Dassen werkte eerst als accordeonist en cabaretier. Hij werd evenwel beroemd als poppenspeler, onder meer vanwege zijn Poesjenellenkelder, gevestigd in het souterrain van het Dinghuis in de Kleine Staat te Maastricht. Dassen nam dit poppentheater omstreeks 1953 over van Jan Nelissen. Hij speelde er tot 1967 talloze voorstellingen, waaronder vormen van politiek theater. Daarna speelde hij met zijn poppentheater Die Blauwe Scuyte ook elders in Nederland (1967-1981).
Later werkte Dassen ook als acteur. Landelijke bekendheid genoot hij vooral als August in De film van Ome Willem. Daarnaast was hij actief als kunstschilder.
Dassen overleed op 80-jarige leeftijd in zijn woonplaats Maastricht. Hij was al geruime tijd ernstig ziek.

## Nagedachtenis

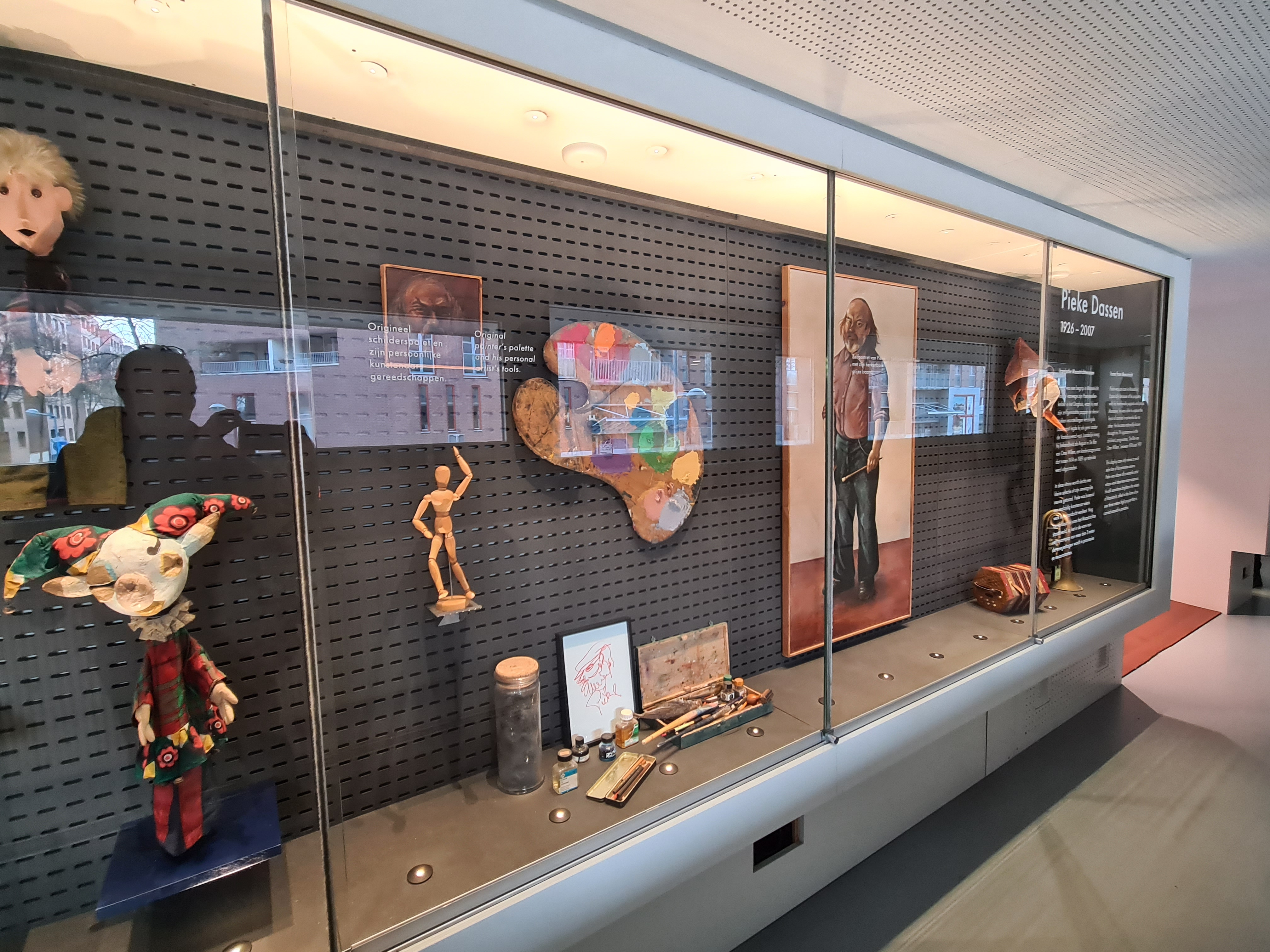
Mini-expositie over Pieke Dassen in het Maastricht Museum (2025)

Dassen ligt begraven op de begraafplaats naast de Kerk van Sint-Pieter boven bij Maastricht.
Openbaar-vervoerbedrijf Veolia vernoemde een van zijn Velios-treinen naar Dassen.
Dassen werd in december 2007 geëerd met de uitgave van het boek 'Kijk, Pieke Dassen'. De stichting Pieken Dassen's Hoes mit de Kiekdoes bracht dit boek uit. Oud-burgemeester van Maastricht Philip Houben schreef het voorwoord. Het boek is geïllustreerd met verscheidene foto's van schilderijen en poppen van Dassen.